# Comuni del Liechtenstein
Il Liechtenstein è diviso in due distretti elettorali e 11 comuni: 5 nell'Unterland (Basso Liechtenstein) e 6 nell'Oberland (Alto Liechtenstein).

## Comuni

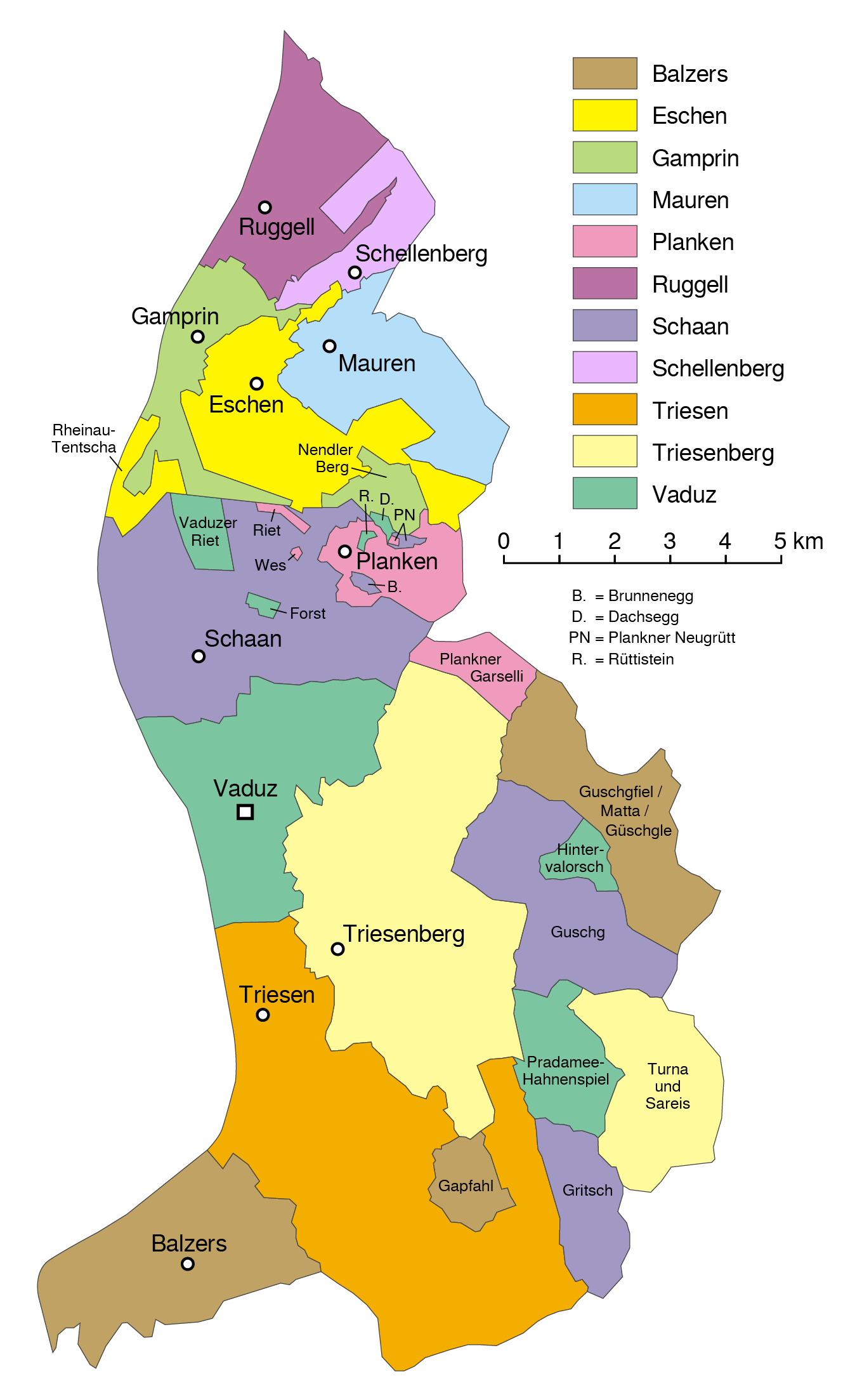
Comuni del Liechtenstein

| Stemma                              | Comune                              | NPA                                 | Abitanti (31/12/2019)               | Superficie (km²)                    | Densità (ab./km²)                   | Località                                           | Sindaco                             |
| Distretto elettorale dell'Unterland | Distretto elettorale dell'Unterland | Distretto elettorale dell'Unterland | Distretto elettorale dell'Unterland | Distretto elettorale dell'Unterland | Distretto elettorale dell'Unterland | Distretto elettorale dell'Unterland                | Distretto elettorale dell'Unterland |
| ----------------------------------- | ----------------------------------- | ----------------------------------- | ----------------------------------- | ----------------------------------- | ----------------------------------- | -------------------------------------------------- | ----------------------------------- |
| Ruggell                             | Ruggell                             | 9491                                | 2 322                               | 7,4                                 | 313,8                               | Ruggell                                            | Ernst Büchel (FBP)                  |
| Schellenberg                        | Schellenberg                        | 9488                                | 1 107                               | 3,5                                 | 316,3                               | Schellenberg                                       | Norman Wohlwend (FBP)               |
| Gamprin                             | Gamprin                             | 9487                                | 1 690                               | 6,1                                 | 277                                 | Gamprin, Bendern                                   | Donath Oehri (VU)                   |
| Eschen                              | Eschen                              | 9492                                | 4 466                               | 10,3                                | 433,6                               | Eschen, Nendeln                                    | Gregor Ott (FBP)                    |
| Mauren                              | Mauren                              | 9493                                | 4 401                               | 7,5                                 | 586,8                               | Mauren, Schaanwald                                 | Freddy Kaiser (FBP)                 |
| Distretto elettorale dell'Oberland  |                                     |                                     |                                     |                                     |                                     |                                                    |                                     |
| Schaan                              | Schaan                              | 9494                                | 6 039                               | 26,8                                | 225,3                               | Schaan                                             | Daniel Hilti (VU)                   |
| Planken                             | Planken                             | 9498                                | 473                                 | 5,3                                 | 89,2                                | Planken                                            | Rainer Beck (VU)                    |
| Vaduz                               | Vaduz                               | 9490                                | 5 696                               | 17,3                                | 329,2                               | Vaduz                                              | Ewald Ospelt (FBP)                  |
| Triesenberg                         | Triesenberg                         | 9497                                | 2 638                               | 29,8                                | 88,5                                | Triesenberg, Masescha, Silum, Gaflei, Steg, Malbun | Hubert Sele (VU)                    |
| Triesen                             | Triesen                             | 9495                                | 5 275                               | 26,4                                | 199,8                               | Triesen                                            | Günter Mahl (FBP)                   |
| Balzers                             | Balzers                             | 9496                                | 4 642                               | 19,6                                | 236,8                               | Balzers, Mäls                                      | Anton Eberle (FBP)                  |
| Liechtenstein                       | Liechtenstein                       | Liechtenstein                       | 38 749                              | 160,0                               |                                     |                                                    |                                     |

## Exclavi ed enclavi
I comuni (Gemeinden) del Liechtenstein mostrano forme complesse, nonostante le loro piccole dimensioni. Sette di essi hanno una o più exclavi, oltre al territorio principale, mentre due hanno anche delle enclavi:
- Balzers: 2 exclavi (Gapfahl e Guschgfiel/Matta/Güschgle)
- Eschen: 1 exclave (Rheinau-Tentscha)
- Gamprin: 1 exclave (Nendler Berg)
- Planken: 4 exclavi (Riet-Äscher, Wes, Plankner Neugrütt, Plankner Garselli), 2 enclavi (Brunnenegg nel comune di Schaan, Rüttistein nel comune di Vaduz)
- Schaan: 4 exclavi (Brunnenegg, Plankner Neugrütt, Gritsch, Guschg/Vorder-/Mittlervalorsch), 2 enclavi (Wes nel comune di Planken, Forst nel comune di Vaduz)
- Triesenberg: 1 exclave (Malbun con le Alpi Turna e Sareis)
- Vaduz: 6 exclavi (Vaduzer Riet, Forst, Rüttistein, Dachsegg (o anche Dachseck), Hindervalorsch, Pradamee-Hahnenspiel)

## Politica
Ogni comune ha una consiglio comunale (Gemeinderat) e un sindaco (Gemeindevorsteher, Bürgermeister) a Vaduz, eletto dagli elettori.
I comuni sono divisi in due distretti elettorali:
- Il distretto elettorale dell'Unterland:, il più piccolo, situato a nord e composto da 5 comuni
- Il distretto elettorale dell'Oberland: il più grande, situato a sud e composto da 6 comuni

## Confronti
- Il comune più popoloso è quello di Schaan, mentre quello meno abitato è Planken.
- Triesenberg è il comune più vasto (29,8 km²), mentre Schellenberg è quello con una minore superficie (appena 3,5 km²).
- Vaduz è il comune con più exclavi, oltre ad essere quello che ospita gli uffici del governo, mentre i comuni di Schellenberg, Ruggell e Mauren non hanno né exclavi né enclavi.